# Arrondissement di Nyons
L'arrondissement di Nyons è un arrondissement dipartimentale della Francia situato nel dipartimento della Drôme, nella regione dell'Alvernia-Rodano-Alpi.

## Storia
Fu creato nel 1800, sulla base dei preesistenti distretti.

## Composizione
L'arrondissement è diviso in 142 comuni raggruppati in 11 cantoni,  elencati di seguito:
- cantone di Buis-les-Baronnies
- cantone di Dieulefit
- cantone di Grignan
- cantone di Marsanne
- cantone di Montélimar-1
- cantone di Montélimar-2
- cantone di Nyons
- cantone di Pierrelatte
- cantone di Rémuzat
- cantone di Saint-Paul-Trois-Châteaux
- cantone di Séderon

| Controllo di autorità | VIAF (EN) 5118151595778005470005 · LCCN (EN) n2018002038 |